# Margut
Margut település Franciaországban, Ardennes megyében. Lakosainak száma 711 fő (2022. január 1.). Margut Bièvres, La Ferté-sur-Chiers, Fromy, Moiry, Sapogne-sur-Marche, Signy-Montlibert és Villy községekkel határos.

## Népesség
A település népessége az elmúlt években az alábbi módon változott:
| Lakosok száma | 847  | 826  | 819  | 795  | 778  | 774  | 770  | 740  | 725  | 711  |
|               | 1968 | 1982 | 1990 | 2006 | 2013 | 2015 | 2017 | 2019 | 2020 | 2022 |